# دیوندیوش
شهر دْیوندْیوش (به مجاری: Gyöngyös) در شهرستان هوش در مجارستان واقع شده‌است. جمعیت این شهر ۳۲٫۷۲۸ نفر  است.

## نگارخانه

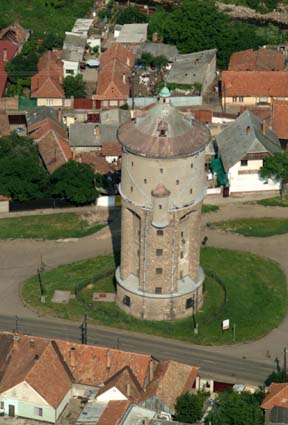
برج آب ساخت در سال ۱۹۲۷